# Raclette (Préhistoire)
Pour les articles homonymes, voir Raclette (homonymie).

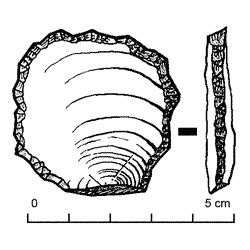
Raclette

Une raclette est un outil préhistorique de pierre taillée, réalisé sur un petit éclat mince.

## Description
Une raclette présente une retouche marginale relativement abrupte sur un ou plusieurs bords, voire sur toute sa périphérie.

## Historique
Elle a été définie par A. Cheynier en 1930.

## Typologie
Les raclettes sont particulièrement abondantes dans le Badegoulien, industrie lithique du Paléolithique supérieur datée d'environ 18 500 à 16 000 ans avant le présent.